# 3883 Вербано
3883 Вербано (3883 Verbano) — астероїд головного поясу, відкритий 7 вересня 1972 року.
Тіссеранів параметр щодо Юпітера — 3,364.